# ریهو تاکادا
ریهو تاکادا (انگلیسی: Riho Takada؛ زادهٔ ۱۶ اوت ۱۹۹۴) بازیگر، مدل (شخص) اهل ژاپن است. وی از سال ۲۰۰۷ میلادی تاکنون مشغول فعالیت بوده‌است.